# Iryna Zaretska
Iryna Zaretska est une karatéka ukrainienne puis azerbaïdjanaise née le 4 mars 1996. 
Elle a remporté pour l'Ukraine une médaille de bronze en kumite moins de 68 kg aux championnats du monde de karaté 2014 à Brême, puis pour l'Azerbaïdjan la médaille d'or dans la même catégorie aux Jeux européens de 2015 à Bakou et en kumite par équipe aux championnats d'Europe de karaté 2016 à Montpellier.
Elle est médaillée d'or aux Jeux de la solidarité islamique 2017 à Bakou et médaillée d'argent aux championnats d'Europe de karaté 2018 à Novi Sad.
Elle est médaillée d'argent en kumite dans la catégorie des moins de 68 kg aux championnats d'Europe 2023 à Guadalajara.
Elle remporte la médaille d'or des moins de 68 kg aux Jeux européens de 2023 à Bielsko-Biała ainsi qu'aux Championnats du monde de karaté 2023 à Budapest et médaillée d'argent dans la même catégorie aux Jeux mondiaux de 2025 à Chengdu.